# Direction du Renseignement militaire (Royaume-Uni)
Pour les articles homonymes, voir Direction du Renseignement militaire (France) et DMI.
La direction du Renseignement militaire (anglais : Directorate of Military Intelligence), abrégé DMI, était un département du bureau de la Guerre britannique.
Durant son existence, la direction a connu un certain nombre de changements organisationnels, absorbant ou divisant des sections.

## Histoire
La première organisation qui deviendra plus tard le DMI était le département de la Topographie et des Statistiques (Department of Topography & Statistics), formé par le major Thomas Best Jervis, un ancien du Bombay Engineer Corps, en 1854 au début de la guerre de Crimée.
Quand le bureau de la Guerre fut intégré au sein du ministère de la Défense en 1964, le DMI fut fusionné avec les départements du renseignement des autres armées et le Joint Intelligence Bureau (JIB, 1946–1964) pour former le Defence Intelligence Staff (DIS).

## Organisation
Durant la Première Guerre mondiale, les services secrets britanniques ont été divisés en des sections numérotées appelées « Military Intelligence » (c'est-à-dire « renseignement militaire »), département numéro « x », abrégé MIx, tel que le MI1 pour la gestion de l'information.
Les numéros de branche, de département, de section et de sous-section ont varié durant le temps d'existence d'un département. Parmi ceux ayant existé se trouvent ceux présent dans le tableau ci-dessous :
| Nom    | Première Guerre mondiale | Seconde Guerre mondiale |
| ------ | --- | --- |
| MI1    | Secrétariat, y compris les sections suivantes : - MI1b : service d'interception et cryptanalyse de l'armée - MI1c : nom de couverture du Secret Service Bureau                       | Administration |
| MI2    | Information géographique (Amérique, pays latins, Balkans, Empire ottoman, Transcaucasie, Arabie, Afrique hors possessions franco-espagnoles)                                         | Section géographique (Moyen-Orient, Extrême-Orient, Scandinavie, États-Unis, URSS, Amérique centrale et Amérique du Sud)                                                   |
| MI3    | Information géographique (Europe sauf pays latins) | Section géographique (Europe et région baltique, plus URSS, Europe de l'Est et Scandinavie après l'été 1941)                                                               |
| MI4    | Information topographique et cartographique | Section cartographique (transférée à la direction des opérations militaires en 1940)                                                                                       |
| MI5    | Contre-espionnage et mesures militaires vis-à-vis de la population civile (ancêtre direct du Security Service)                                                                       | Liaison avec le Security Service |
| MI6    | Section législative et économique s'occupant des finances du renseignement militaire, des archives du personnel, du renseignement économique et de la surveillance du trafic d'armes | Liaison avec le Secret Intelligence Service |
| MI7    | Censure de la presse et propagande | Presse et propagande (transféré au ministère de l'Information en mai 1940)                                                                                                 |
| MI8    | Censure télégraphique | Interception radio et sécurité des communications |
| MI9    | Censure postale | Debriefing des prisonniers de guerre britanniques évadés, aide à l'évasion (et interrogatoire des prisonniers de guerre ennemis jusqu'en décembre 1941)                    |
| MI10   | Attachés militaires étrangers | Renseignement technique (dans le monde entier) |
| MI11   | | Sécurité militaire |
| MI12   | | Liaison avec les organes de censure du ministère de l'Information, censure militaire.                                                                                      |
| MI13   | | (numéro non-utilisé) |
| MI14   | | Allemagne et territoires occupés (photographie aérienne jusqu'au printemps 1943).                                                                                          |
| MI15   | | Photographie aérienne (au printemps 1943, la photographie aérienne fut transférée au ministère de l'Air et le MI15 devint le renseignement sur les défenses antiaériennes) |
| MI16   | | Renseignement scientifique (créé en 1945) |
| MI17   | | Secrétariat du directeur du renseignement militaire (à partir d'avril 1943)                                                                                                |
| MI18   | | (numéro non-utilisé) |
| MI19   | | Interrogation des prisonniers de guerre ennemis (formé à partir du MI9 en décembre 1941)                                                                                   |
| Autres | MIR : information sur la Russie, Sibérie, Asie centrale, Perse, Afghanistan, Chine, Japon, Siam et Inde                                                                              | MI (JIS) : « Axis planning staff », équipe simulant l'état-major ennemi |
|        | | MI L : Attachés |
|        | | MI L(R) : liaison avec la Russie. |

Deux noms « MI » restent d'usage courant, MI5 et MI6, principalement du fait de leurs utilisations dans la fiction et les médias.
« MI5 » est utilisé comme nom court du Security Service, est notamment inclus dans le logo et l'adresse du site internet de ce service. « MI6 » est indiqué comme un pseudonyme du Secret Intelligence Service sur son site internet, mais l'abréviation officielle, SIS, est prédominante.
Bien que leurs noms en MI perdurent, ces services ne sont pas placés sous l'autorité du ministère de la Défense. Le MI5 dépend du bureau de l'Intérieur, et le MI6 du bureau des Affaires étrangères et du Commonwealth.

## Sources
- (en) Cet article est partiellement ou en totalité issu de l’article de Wikipédia en anglais intitulé « Directorate of Military Intelligence (United Kingdom) » (voir la liste des auteurs).